# Неоконфедератизм
Неоконфедератизм (англ. Neo-Confederatism) — идеология, появившаяся после американской гражданской войны. Является преемником конфедератизма. Входит в группу альтернативно правых идеологий с неонацистами, неореакционерами и т. д. Несмотря на это неоконфедератов часто относят к неонацистам и редко выделяют как самостоятельное движение.
Они берут многое из доктрины конфедератов. Неоконфедераты выступают за шовинизм, расизм, дискриминацию, ксенофобию, гомофобию и превосходство белых. Используют ту же символику что и конфедераты, такую как: флаг КША.

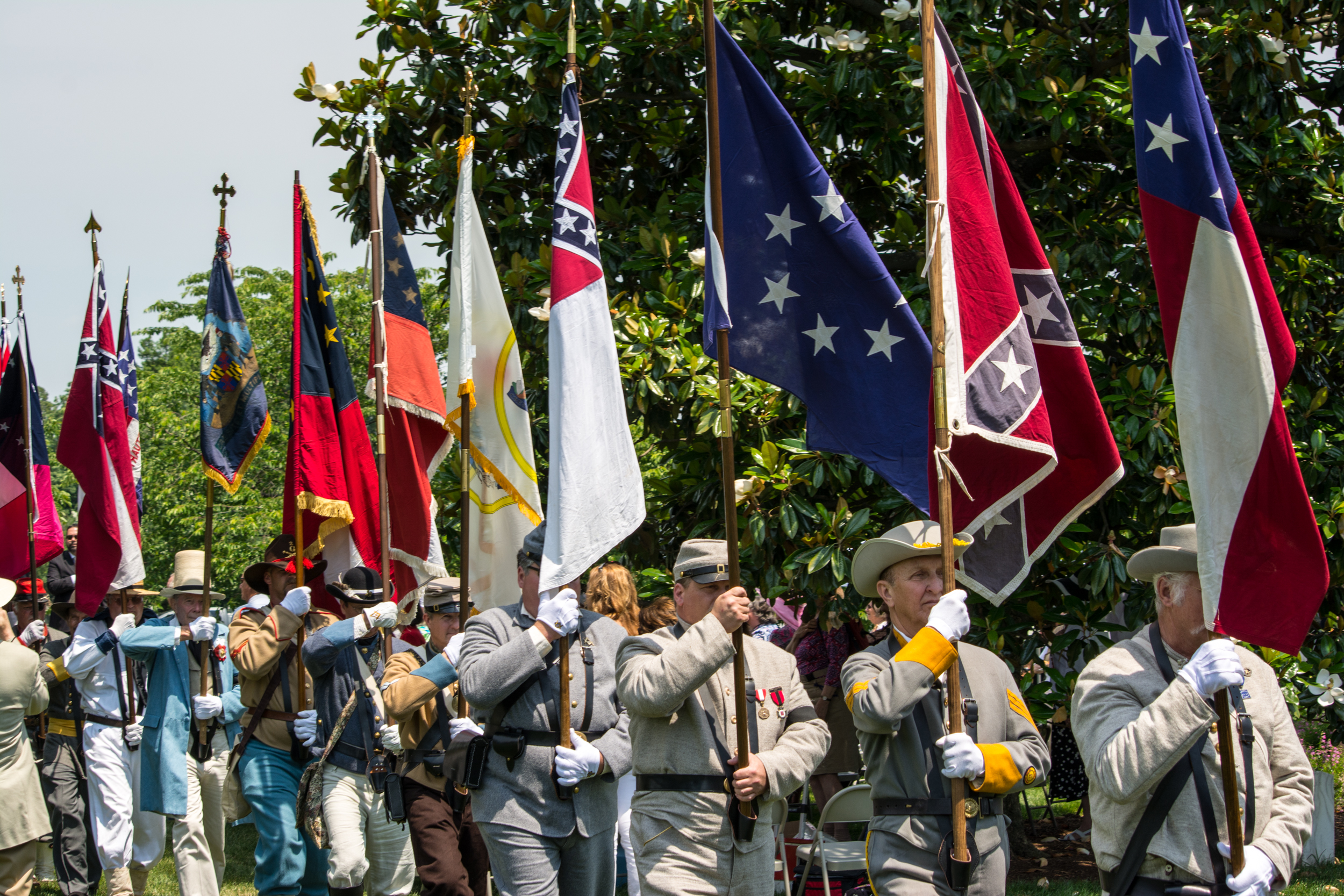
Мэрилендские Sons of Confederate Veterans маршируют на Арлингтонском национальном кладбище в 2014 году